# Sławomir Kosiński
Sławomir Kosiński (ur. 20 lipca 1973) – polski muzyk, współpracował z zespołami Lombard (2003–2004), Dezire i Uniatowski Project. Od 2004 roku jest gitarzystą w zespole Urszuli.

## Dyskografia
- 1999 – Tomasz Kamiński Małe miłości
- 2005 – Dezire Pięć smaków – Universal Music Polska
- 2005 – Toronto Miasto – Universal Music Polska (gościnnie)
- 2009 – Viola Brzezińska, Sławek Kosiński Wśród nocnej ciszy
- 2010 – Urszula Dziś już wiem – Magic Records
- 2013 – Urszula Eony snu – Universal Music Polska
- 2014 – Urszula Wielki odlot 2 – Najlepsze 80-te – Universal Music Polska
- 2015 – Urszula Biała droga Live – Woodstock Festival Poland 2015 – Złoty Melon